# Rynek Starego Miasta w Międzyrzecu Podlaskim
Niektóre z zamieszczonych tu informacji wymagają weryfikacji.
 Po wyeliminowaniu niedoskonałości należy usunąć szablon [[Szablon:Dopracować|]] z tego artykułu.

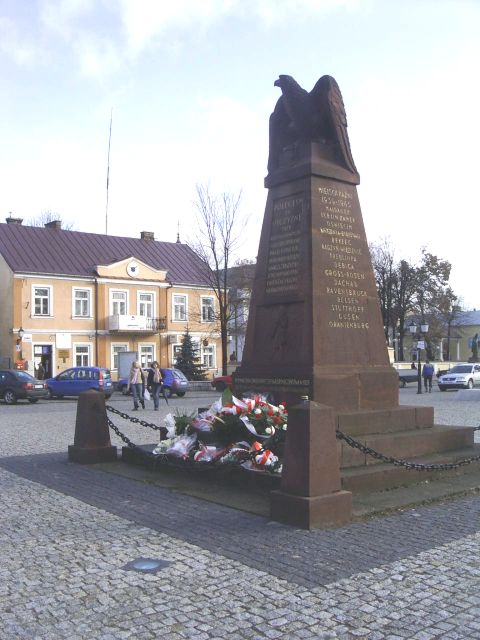
Pomnik Bohaterów Miasta

Rynek Starego Miasta w Międzyrzecu Podlaskim - obecnie pl. Jana Pawła II, dawniej pl. Bohaterów Miasta.
Rynek zachował wymiary z XV wieku oraz charakterystyczne przejścia z łukami. Na rynku znajduje się pomnik poległych w 1918 roku, pomnik Jana Pawła II, pomnik Stefana kardynała Wyszyńskiego oraz tablica upamiętniająca międzyrzeckich Żydów.

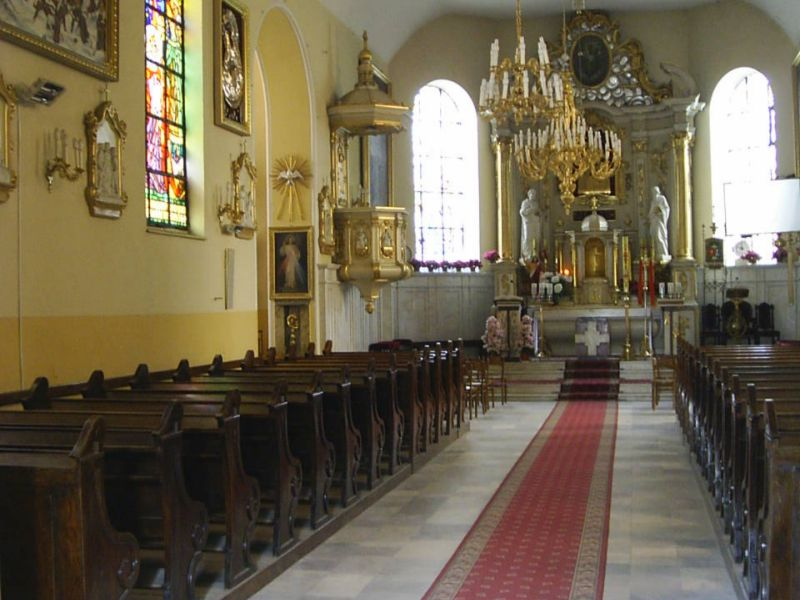
Wnętrze kościoła św. Józefa znajdującego się przy Rynku
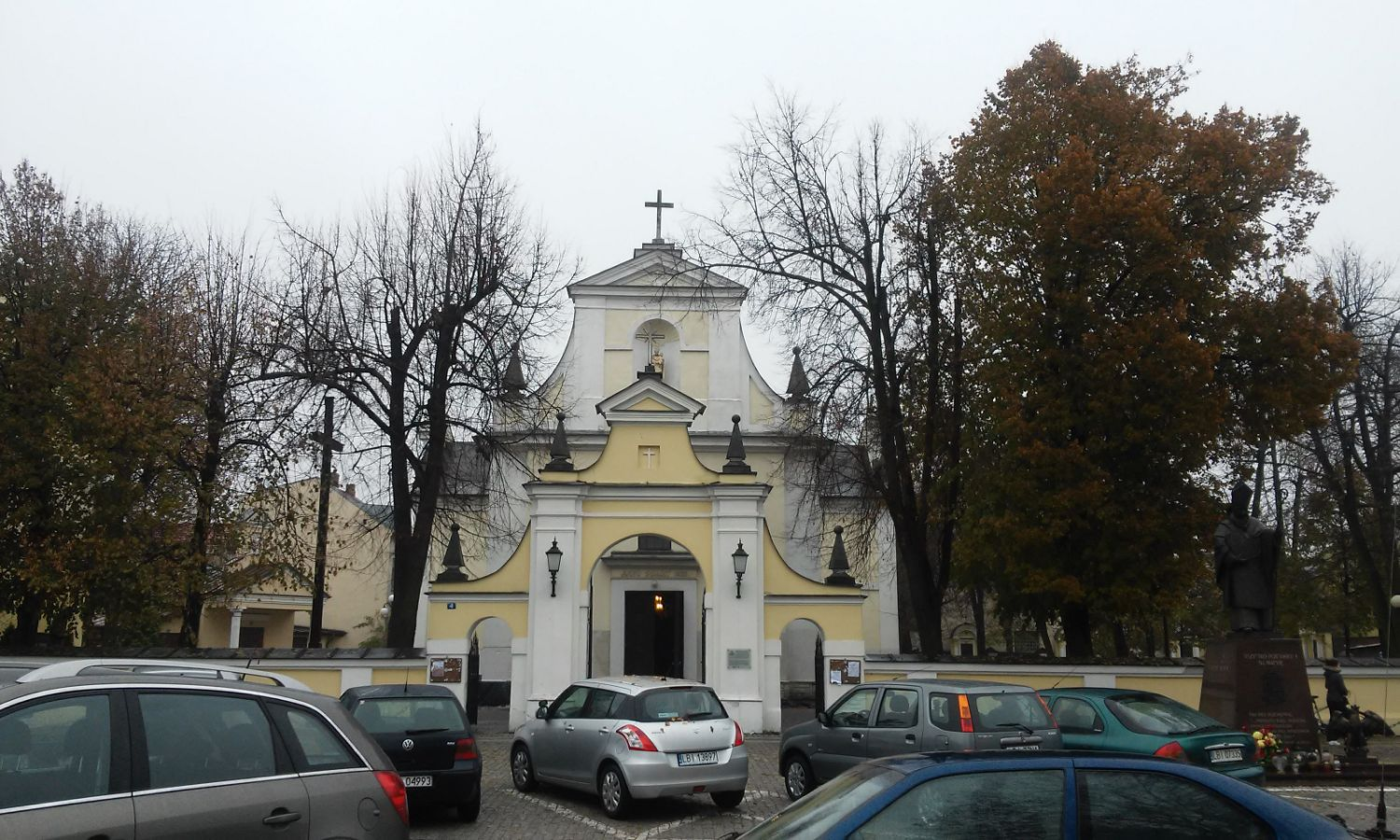
Kościół św. Józefa - elewacja i brama wjazdowa
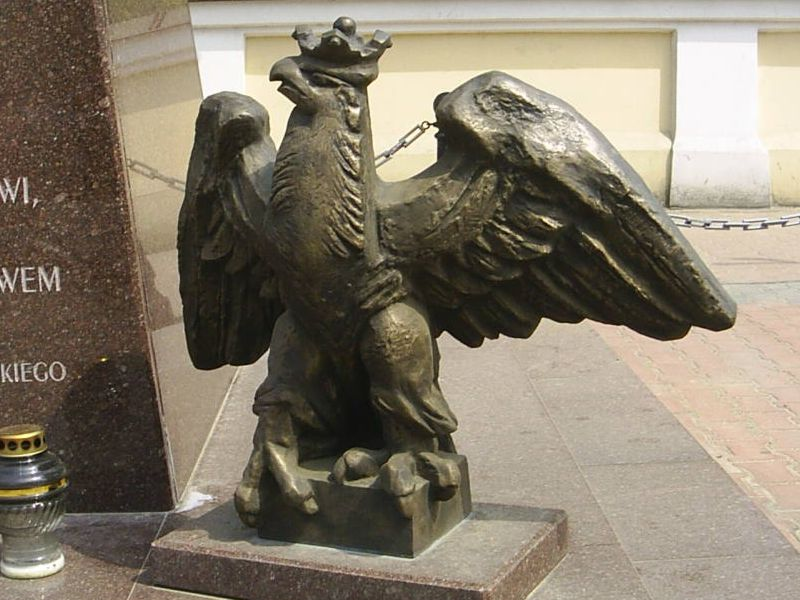
Orzeł z pomnika S. kard. Wyszyńskiego
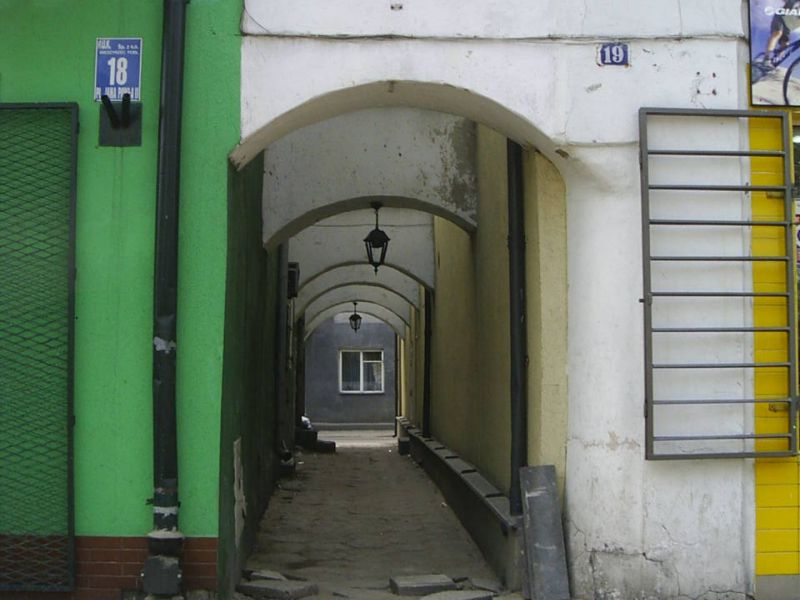
Zaułek przy Rynku Starego Miasta

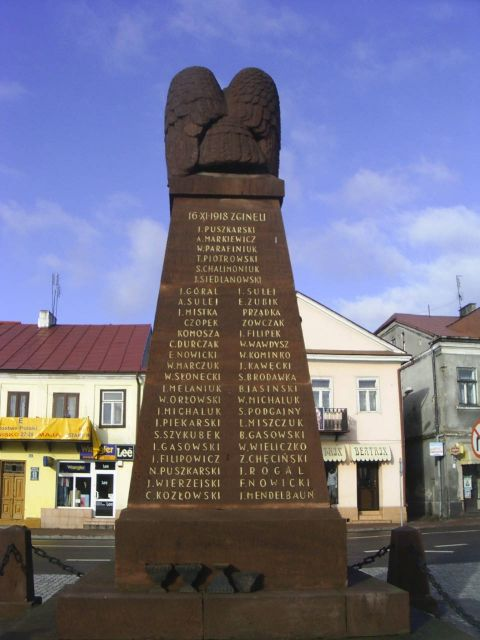
Pomnik Bohaterów Miasta (widok od tyłu)
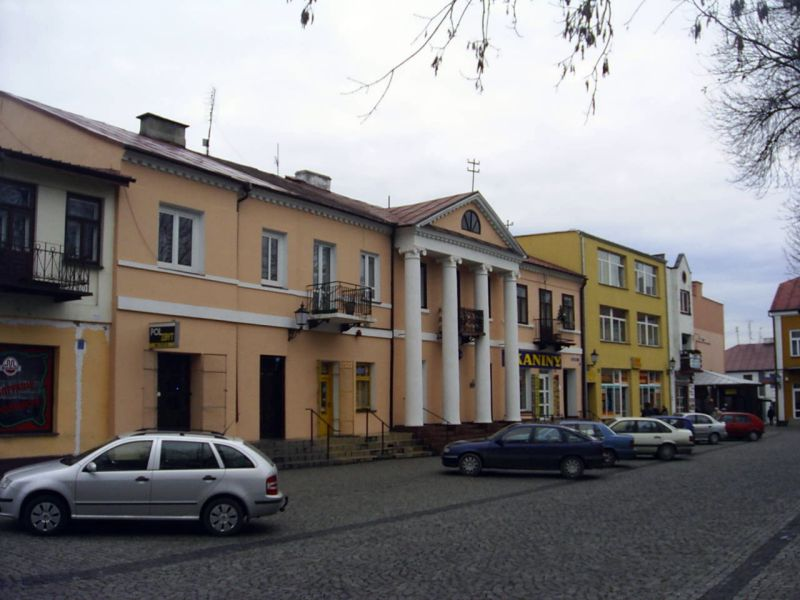
Kamieniczki w Rynku.